# 노동건 (1999년)
노동건(蘆同建, 1999년 4월 15일 ~ )은 대한민국의 축구 선수이다. 포지션은 센터백이다.